# Utica (Ohio)
Utica is een plaats (village) in de Amerikaanse staat Ohio, en valt bestuurlijk gezien onder Knox County en Licking County.

## Demografie
Bij de volkstelling in 2000 werd het aantal inwoners vastgesteld op 2130.
In 2006 is het aantal inwoners door het United States Census Bureau geschat op 2107, een daling van 23 (-1,1%).

## Geografie
Volgens het United States Census Bureau beslaat de plaats een oppervlakte van
4,4 km², geheel bestaande uit land. Utica ligt op ongeveer 272 m boven zeeniveau.

## Plaatsen in de nabije omgeving
De onderstaande figuur toont nabijgelegen plaatsen in een straal van 20 km rond Utica.